# مباندي
مباندي كا سينزانغاخونا (1798 - 1872) كان مباندي ملك من ملوك مملكة الزولو من حكم ما يقارب الثلاثة عقود استمر حكمة من 1840 إلى 1872. خلفة ابنه سيتشوايو الذي قاوم القوات البريطانية.